# Marca Trevigiana Calcio a 5 2008-2009
Questa pagina raccoglie i dati riguardanti la Marca Trevigiana Calcio a 5 nelle competizioni ufficiali della stagione 2008-2009.

## Maglie e sponsor
Lo sponsor tecnico per la stagione 2008-2009 era Diadora, mentre gli sponsor ufficiali erano Foscarin e Pasta Zara.
| Casa | Trasferta | Terza Divisa |

## Rosa

### Prima squadra
| N° | Naz.                 | Ruolo | Sportivo                 | Anno     |  |  |
| -- | -------------------- | ----- | ------------------------ | -------- |  |  |
| 1  | /                    | POR   | Gabriel Miraglia         | 02.07.87 |  |  |
| 4  | Brasile (bandiera)   | LAT   | Marquinho                | 22.09.85 |  |  |
| 5  | Argentina (bandiera) | LAT   | Nicolás Gulizia          | 21.07.83 |  |  |
| 6  | Argentina (bandiera) | UNI   | Fernando Wilhelm         | 05.04.82 |  |  |
| 7  | /                    | LAT   | Wellington Coco          | 20.01.88 |  |  |
| 8  | /                    | UNI   | Vinícius Duarte          | 13.12.82 |  |  |
| 9  | /                    | LAT   | Cristiano Scandolara     | 25.01.83 |  |  |
| 10 | Brasile (bandiera)   | LAT   | Alan Patrick De Oliveira | 07.09.84 |  |  |
| 11 | /                    | PIV   | Erick Bellomo            | 03.03.78 |  |  |
| 12 | Brasile (bandiera)   | POR   | Luis Rodrigues           | 28.05.75 |  |  |
| 14 | /                    | UNI   | Patrick Nora             | 16.05.79 |  |  |
| 15 | /                    | PIV   | Daniel De Nichile        | 31.10.76 |  |  |
| 17 | Argentina (bandiera) | POR   | Gastón Leston            | 06.04.81 |  |  |
|    | Paraguay (bandiera)  | LAT   | Marcos Benítez           | 17.02.85 |  |  |

### Under-21
| N° | Naz.                | Ruolo | Sportivo            | Anno     |  |  |
| -- | ------------------- | ----- | ------------------- | -------- |  |  |
| 2  | Italia (bandiera)   | LAT   | Matteo Todisco      | 05.07.88 |  |  |
| 3  | Italia (bandiera)   | LAT   | Alberto Bresolin    | 22.05.88 |  |  |
| 13 | Brasile (bandiera)  | PIV   | José Augusto Demori | 15.05.88 |  |  |
| 16 | Italia (bandiera)   | POR   | Nicolò Franzoi      | 27.08.88 |  |  |
| 18 | Colombia (bandiera) | PIV   | Nelson Fraccaro     | 05.05.90 |  |  |
| 19 | Marocco (bandiera)  | PIV   | Bounar El Mahdi     | 15.05.89 |  |  |

## Risultati

### Campionato

#### Girone di andata
| Scicli 25 ottobre 2008 1ª giornata | Pro Scicli | 5 – 2 | Marca Trevigiana | Geodetico Jungi |

| Montebelluna 1º novembre 2008 2ª giornata | Marca Trevigiana | 3 – 0 | Napoli | PalaMazzalovo |

| Spoleto 8 novembre 2008 3ª giornata | Polizia Penitenziaria | 2 – 2 | Marca Trevigiana | PalaPaternesi |

| Montebelluna 15 novembre 2008, ore 18:00 4ª giornata | Marca Trevigiana | 3 – 3 | Montesilvano | PalaMazzalovo |

| Montebelluna 22 novembre 2008 5ª giornata | Marca Trevigiana | 5 – 2 | Augusta | PalaMazzalovo |

| 29 novembre 2008 6ª giornata      | Lazio Colleferro | 2 – 1 | Marca Trevigiana |  |
| \| \| \| \| \| \| Marcatori \| \| |                  |       |                  |  |
|                                   |                  |       |                  |  |
| Gol                               | Marcatori        |       |                  |  |

| Montebelluna 6 dicembre 2008 7ª giornata | Marca Trevigiana | 5 – 3 | Napoli Barrese | PalaMazzalovo |
| \| \| \| \| \| \| Marcatori \| \|        |                  |       |                |               |
|                                          |                  |       |                |               |
| Gol · Gol                                | Marcatori        | Gol   |                |               |

| San Martino di Lupari 13 dicembre 2008 8ª giornata | Luparense | 3 – 3     | Marca Trevigiana | Palazzetto dello Sport |
| \| \| \| \| \| \| Marcatori \| \|                  |           |           |                  |                        |
|                                                    |           |           |                  |                        |
|                                                    | Marcatori | Gol · Gol |                  |                        |

| Montebelluna 20 dicembre 2008, ore 18:00 CET 9ª giornata | Marca Trevigiana | 3 – 1 | CLT Terni | PalaMazzalovo |

| Pescara 27 dicembre 2008 10ª giornata | Pescara   | 1 – 6 | Marca Trevigiana | PalaRigopiano |
| \| \| \| \| \| , \| Marcatori \| , \| |           |       |                  |               |
|                                       |           |       |                  |               |
| ,                                     | Marcatori | ,     |                  |               |

| Montebelluna 3 gennaio 2009, ore 18:00 11ª giornata | Marca Trevigiana | 1 – 5 | Arzignano | PalaMazzalovo |

| Cagliari 6 gennaio 2009 12ª giornata | Cagliari  | 4 – 4 | Marca Trevigiana | PalaConi |
| \| \| \| \| \| \| Marcatori \| \|    |           |       |                  |          |
|                                      |           |       |                  |          |
| Gol                                  | Marcatori | Gol   |                  |          |

| Montebelluna 10 gennaio 2009 13ª giornata | Marca Trevigiana | 3 – 3           | Bisceglie | PalaMazzalovo |
| \| \| \| \| \| \| Marcatori \| \|         |                  |                 |           |               |
|                                           |                  |                 |           |               |
| Gol                                       | Marcatori        | Gol · Gol · Gol |           |               |

#### Girone di ritorno
| Montebelluna 17 gennaio 2009 14ª giornata | Marca Trevigiana | 18 – 0 | Pro Scicli | PalaMazzalovo |

| 24 gennaio 2009 15ª giornata                 | Napoli    | 5 – 4 | Marca Trevigiana |  |
| \| \| \| \| \| ? 19'20’ ? \| Marcatori \| \| |           |       |                  |  |
|                                              |           |       |                  |  |
| ? 19'20’ ?                                   | Marcatori | Gol   |                  |  |

| Montebelluna 31 gennaio 2009 16ª giornata | Marca Trevigiana | 4 – 0 | Polizia Penitenziaria | PalaMazzalovo |

| 3 febbraio 2009 17ª giornata | Montesilvano | 2 – 3 | Marca Trevigiana |  |

| Bisceglie 18 aprile 2009, ore 18:00 CEST 26ª giornata | Bisceglie | 4 – 2 | Marca Trevigiana | PalaDolmen |

### Play-off

#### Quarti
| Arbitri: | Walter Berardi (Gallarate) Giacomo De Varti (Foggia) |

|                                |           | |
| Danilo 16'30’’ (rig.) Luiz 35’ | Marcatori | 8’ Scandolara 10’ (rig.) Wilhelm 16’ (t.l.) Nora 28’ Scandolara 29’ Wilhelm 34’ Nora 37’ Benítez 38’ Duarte |

| Arbitri: | Gaetano Gangilli (La Spezia) Giuseppe Piazzolla (Barletta) |

|                   |           |                                                 |
| Nora 25’ Alan 40’ | Marcatori | 15’ Dimas 28’ Alcaraz 33’ Fantecele 37’ Borruto |

| Arbitri: | Claudio Valle (Mantova) Mario Paolone (Campobasso) |

|                                             |           |                                             |
| Nora 7’ Coco 15’ Wilhelm 23’ Duarte 39'47’’ | Marcatori | 10’ (rig.) E. Bertoni 24’ Alcaraz 34’ Dimas |

#### Semifinali
| Arbitri: | Mario Romeo (Acireale) Donato Mauro (Battipaglia) |

|                         |           |                                                  |
| Alan 10’ Duarte 39'40’’ | Marcatori | 4’ Caputo 10’ Garcias 15’ Patias 39'30’’ Ghiotti |

| Arbitri: | Mauro Del Tutto (Ciampino) Aniello Prisco (Frosinone) |

|            |           |                                          |
| Ottoni 28’ | Marcatori | 19’ De Nichile 37’ Wilehlm 38’ Marquinho |

| Arbitri: | Mario Baglivo (Pisa) Francesco Massini (Roma 1) |

|                                                  |                      |                                                       |
| Caputo 5’, 7’ Patias 44'59’’ (tl) Garcias 47’    | Marcatori            | 2’ Duarte 27’ Alan 48’ Duarte 49’ Duarte              |
| Ottoni Patias Garcias Caputo Júnior Forte Burato | Tiri di rigore 5 – 4 | Scandolara Alan Duarte Wilehlm Coco Rodrigues Benítez |

### Coppa Italia
| Arbitri: | Vincenzo Vitrioli (Reggio Calabria) Salvatore Lombardo (Palermo) |

|                                         |           |                                                                                 |
| Borruto 9’57’’, 38’48’’ Alcaraz 49’34’’ | Marcatori | 12’12’’ Duarte 18’17’’ (t.l.) Bellomo 41’26’’ Nora 45’48’’ Alan 46’16’’ Wilhelm |

| Arbitri: | Alberto Maestroni (Varese) Mario Baglivo (Pisa) |

|                                                 |           |                                          |
| Bizzarri 9'01’’, 13’05’’ Jonas 16'52’’, 39'21’’ | Marcatori | 19'26’’ (t.l.) Bellomo 26'38’’ Marquinho |

## Statistiche

### Statistiche di squadra
| Competizione | Punti | In casa | In casa | In casa | In casa | In trasferta | In trasferta | In trasferta | In trasferta | Totale | Totale | Totale | Totale | Totale | Totale |
| Competizione | Punti | G       | V       | N       | P       | G            | V            | N            | P            | G      | V      | N      | P      | Gf     | Gs     |
| ------------ | ----- | ------- | ------- | ------- | ------- | ------------ | ------------ | ------------ | ------------ | ------ | ------ | ------ | ------ | ------ | ------ |
| Campionato   | 53    | 13      | 10      | 2       | 1       | 13           | 6            | 3            | 4            | 26     | 16     | 5      | 5      | 106    | 64     |
| Play-off     |       | 3       | 1       | 0       | 2       | 3            | 2            | 0            | 1            | 6      | 3      | 0      | 3      | 27     | 23     |
| Coppa Italia |       |         |         |         |         |              |              |              |              | 2      | 1      | 0      | 1      | 7      | 7      |
| Totale       | 53    | 16      | 11      | 2       | 3       | 16           | 8            | 3            | 5            | 34     | 20     | 5      | 9      | 140    | 94     |